# Droga krajowa nr 57 (Polska)
Droga krajowa nr 57 – droga krajowa klasy G o długości ok. 188 km, leżąca na obszarze województw warmińsko-mazurskiego i mazowieckiego. Trasa ta łączy Bartoszyce (przez DK51) z Pułtuskiem (droga DK57 kończy się w Kleszewie, do Pułtuska dojazd 5 km drogą DK61).

## Dopuszczalny nacisk na oś
Od 13 marca 2021 roku na drodze dozwolony jest ruch pojazdów o nacisku pojedynczej osi napędowej do 11,5 tony.
W latach 2012–2021 droga krajowa nr 57 objęta była ograniczeniami dopuszczalnego nacisku pojedynczej osi:
| Znak | Dopuszczalny nacisk | Odcinek                                                                        |
| ---- | ------------------- | ------------------------------------------------------------------------------ |
| DK57 | do 10 ton           | - Biskupiec () – Szczytno – Chorzele () - Maków Mazowiecki () – Pułtusk ()     |
| DK57 | do 8 ton            | - Bartoszyce () – Biskupiec () - Chorzele () – Przasnysz – Maków Mazowiecki () |

We wcześniejszych latach droga była dopuszczona do ruchu ciężkiego o maksymalnym nacisku na pojedynczą oś do 10 ton.

## Historia numeracji
Na przestrzeni lat trasa posiadała różne oznaczenia:
| Numer | Kategoria                        | Przebieg drogi                                                          | Lata obowiązywania                                                                   | Źródło | Uwagi |
| ----- | -------------------------------- | ----------------------------------------------------------------------- | ------------------------------------------------------------------------------------ | --- | --- |
| ?     | droga drugorzędna                | Bartoszyce – Bisztynek – Biskupiec                                      | 1952 – 1985                                                                          | - Mapa samochodowa Polski 1:1 000 , Warszawa: Państwowe Przedsiębiorstwo Wydawnictw Kartograficznych, 1962. Brak numerów stron w książce - Atlas samochodowy Polski 1:500 000. Wyd. IV. Warszawa: Państwowe Przedsiębiorstwo Wydawnictw Kartograficznych, 1965, s. 29. - Samochodowy atlas Polski 1:500 000. Wyd. V. Warszawa: Państwowe Przedsiębiorstwo Wydawnictw Kartograficznych, 1979, s. 30, 33, 54. ISBN 83-7000-017-7. | • nieznana numeracja • kategoria według materiałów źródłowych; na mapie z 1962 roku zaznaczona jako droga główna                                                                                                |
| ?     | droga drugorzędna                | Biskupiec – Szczytno – Chorzele – Przasnysz – Maków Maz. – Nowy Szelków | 1952 – 1970/1971                                                                     | - Mapa samochodowa Polski 1:1 000 , Warszawa: Państwowe Przedsiębiorstwo Wydawnictw Kartograficznych, 1962. Brak numerów stron w książce - Atlas samochodowy Polski 1:500 000. Wyd. IV. Warszawa: Państwowe Przedsiębiorstwo Wydawnictw Kartograficznych, 1965, s. 29. | • nieznana numeracja • kategoria według materiałów źródłowych; na mapie z 1962 roku zaznaczona jako droga główna                                                                                                |
| 183   | droga państwowa                  | Biskupiec – Szczytno – Chorzele – Przasnysz – Maków Maz. – Nowy Szelków | 1970/1971 – 1985                                                                     | - Mapa samochodowa Polski 1:1 000 , wyd. dziesiąte, Warszawa: Państwowe Przedsiębiorstwo Wydawnictw Kartograficznych, 1971. Brak numerów stron w książce - Mapa samochodowa Polski 1:1 000 , wyd. jedenaste, Warszawa: Państwowe Przedsiębiorstwo Wydawnictw Kartograficznych, 1972. Brak numerów stron w książce - Mapa samochodowa Polski 1:1 000 , wyd. trzecie, Warszawa: Państwowe Przedsiębiorstwo Wydawnictw Kartograficznych, 1975. Brak numerów stron w książce - Samochodowy atlas Polski 1:500 000. Wyd. V. Warszawa: Państwowe Przedsiębiorstwo Wydawnictw Kartograficznych, 1979, s. 30, 33, 54, 57, 81. ISBN 83-7000-017-7. - Samochodowy atlas Polski 1:500 000. Wyd. IX. Warszawa: Państwowe Przedsiębiorstwo Wydawnictw Kartograficznych, 1985, s. 30, 33, 54, 57, 81. | w wydaniach Atlasu samochodowego Polski po 1980 roku oznaczana jako droga drugorzędna |
| 589   | droga krajowa                    | 1985 – 2000                                                             | Szwarunki – Bisztynek – Biskupiec                                                    | - Uchwała nr 192 Rady Ministrów z dnia 2 grudnia 1985 r. w sprawie zaliczenia dróg do kategorii dróg krajowych (M.P. z 1986 r. nr 3, poz. 16) - Polska: Atlas samochodowy 1:300 000. Wyd. pierwsze. Warszawa: Polskie Przedsiębiorstwo Wydawnictw Kartograficznych, 1992. ISBN 83-7000-080-0. Brak numerów stron w książce - Polska: mapa samochodowa 1:700 000, wyd. 1, Szczecin: Wydawnictwo Kartograficzne KOMPAS, 1996–1997, ISBN 83-904373-2-5. Brak numerów stron w książce - Polska: mapa samochodowa 1:700 000, wyd. II Zmienione i poprawione, Szczecin: Wydawnictwo Kartograficzne KOMPAS, 1997–1998, ISBN 83-904373-3-3. Brak numerów stron w książce - Rozporządzenie Rady Ministrów z dnia 15 grudnia 1998 r. w sprawie ustalenia wykazu dróg krajowych i wojewódzkich (Dz.U. z 1998 r. nr 160, poz. 1071) - Polska: mapa samochodowa z podziałem administracyjnym 1:700 000, wyd. V Zmienione, poprawione i uaktualnione, Szczecin: Wydawnictwo Kartograficzne KOMPAS, 1999–2000, ISBN 83-904373-7-6. Brak numerów stron w książce | |
| 599   | droga krajowa / droga wojewódzka | 1985 – 2000                                                             | Biskupiec – Szczytno – Wielbark – Chorzele – Przasnysz – Maków Mazowiecki – Kleszewo | - Uchwała nr 192 Rady Ministrów z dnia 2 grudnia 1985 r. w sprawie zaliczenia dróg do kategorii dróg krajowych (M.P. z 1986 r. nr 3, poz. 16) - Polska: Atlas samochodowy 1:300 000. Wyd. pierwsze. Warszawa: Polskie Przedsiębiorstwo Wydawnictw Kartograficznych, 1992. ISBN 83-7000-080-0. Brak numerów stron w książce - Polska: mapa samochodowa 1:700 000, wyd. 1, Szczecin: Wydawnictwo Kartograficzne KOMPAS, 1996–1997, ISBN 83-904373-2-5. Brak numerów stron w książce - Polska: mapa samochodowa 1:700 000, wyd. II Zmienione i poprawione, Szczecin: Wydawnictwo Kartograficzne KOMPAS, 1997–1998, ISBN 83-904373-3-3. Brak numerów stron w książce - Rozporządzenie Rady Ministrów z dnia 15 grudnia 1998 r. w sprawie ustalenia wykazu dróg krajowych i wojewódzkich (Dz.U. z 1998 r. nr 160, poz. 1071) - Polska: mapa samochodowa z podziałem administracyjnym 1:700 000, wyd. V Zmienione, poprawione i uaktualnione, Szczecin: Wydawnictwo Kartograficzne KOMPAS, 1999–2000, ISBN 83-904373-7-6. Brak numerów stron w książce | • dozwolony ruch ciężki – dopuszczalny nacisk na oś do 10 ton na odc. Biskupiec – Przasnysz – Maków Mazowiecki • w latach 1999 – 2000 odcinek Maków Mazowiecki – Kleszewo posiadał kategorię drogi wojewódzkiej |
| 57    | droga krajowa                    | od 2000                                                                 | Bartoszyce – Biskupiec – Szczytno – Przasnysz – Maków Mazowiecki – Kleszewo          | - Zarządzenie nr 6 Generalnego Dyrektora Dróg Publicznych z dnia 9 maja 2000 r. w sprawie nowych numerów dróg krajowych [online], Rzeczpospolita, 4 lipca 2000. - Polska: autoatlas 1:300 000, Autoatlas opracowano dla potrzeb Polskiego Koncernu Naftowego ORLEN Spółka Akcyjna, Warszawa: ABW Sp. z o.o., 2001, ISBN 83-915542-0-1. Brak numerów stron w książce - Polska 2016: mapa samochodowa 1:700 000, Dom Wydawniczy PWN, 2016, ISBN 978-83-7705-942-5. Brak numerów stron w książce - Polska: atlas samochodowy 1:200 000 dla profesjonalistów. Wyd. IX. Warszawa: Dom Wydawniczy PWN, 2017. ISBN 978-83-7705-978-4. Brak numerów stron w książce - Polska 2020/2021: mapa samochodowa 1:700 000, Grupa PWN, 2020, ISBN 978-83-65808-36-3. Brak numerów stron w książce | • ograniczenia dla ruchu ciężkiego • w rzeczywistości droga zaczyna się w Plęsach, kilka kilometrów od Bartoszyc                                                                                                |

## Miejscowości leżące przy trasie 57
- Bartoszyce, Plęsy (DK51)
- Bisztynek
- Biskupiec (DK16)
- Dźwierzuty
- Szczytno (DK53, DK58)
- Wielbark
- Chorzele
- Rembielin
- Przasnysz
- Maków Mazowiecki (DK60)
- Kleszewo (DK61)